# Arkansas RiverBlades
Arkansas RiverBlades byl profesionální americký klub ledního hokeje, který sídlil v North Little Rocku ve státě Arkansas. V letech 1999–2003 působil v profesionální soutěži East Coast Hockey League. RiverBlades ve své poslední sezóně v ECHL skončily v osmifinále play-off. Své domácí zápasy odehrával v hale Verizon Arena s kapacitou 17 000 diváků. Klubové barvy byly červená, modrá, stříbrná, černá a bílá.

## Přehled ligové účasti
Zdroj: 
- 1999–2003: East Coast Hockey League (Jihozápadní divize)